# أبراج الأسرة
أبراج الأسرة (بالإنجليزية: Family Constellations)‏، المعروفة أيضًا باسم الأبراج النظامية والتشكيلات الأسرية النظامية، هي طريقة علاجية تعتمد على عناصر علاج أنظمة الأسرة والظواهر الوجودية ومعتقدات إيزولو ومواقفها تجاه الأسرة. في جلسة واحدة، تحاول كوكبة العائلة الكشف عن ديناميكية غير مُعترف بها تمتد لأجيال متعددة في عائلة معينة ولحل الآثار الضارة لتلك الديناميكية من خلال تشجيع الموضوع، من خلال الممثلين، على مواجهة وقبول الواقع الواقعي للماضي.
الأبراج العائلية تختلف اختلافًا كبيرًا عن الأشكال التقليدية للعلاج النفسي المعرفي والسلوكي والديناميكي النفسي. وصف الفيزيائيون هذه الطريقة بأنها تصوف كمي، وقد أدرج مؤسسها بيرت هيلينجر الفكرة التأملية للرنين الصخري في تفسيره لها. تُعزى النتائج الإيجابية من العلاج إلى التفسيرات التقليدية مثل الاقتراح والتعاطف.
يدعي الممارسون أنّ المشاكل والصعوبات الحالية قد تتأثر بالصدمات التي عانت منها الأجيال السابقة من الأسرة، حتى لو كان المتضررون غير مدركين للحدث الأصلي. أشار هيلينجر إلى العلاقة بين المشاكل الحالية والماضية التي لا تنتج عن التجربة الشخصية المباشرة باعتبارها تشابكات منهجية، قيل إنها تحدث عندما تصيب الصدمة التي لم تُحل عائلة من خلال حدث مثل القتل، الانتحار، موت الأم أثناء الولادة والموت المبكر لأحد الوالدين أو الأشقاء، أو الحرب، الكوارث الطبيعية، الهجرة، أو سوء المعاملة. أشار الطبيب النفسي إيفان بوزورميني ناجي إلى هذه الظاهرة باسم «الولاءات غير المرئية».

## الأساس المفاهيمي
تم اشتقاق التوجه الفلسفي للأبراج العائلية من خلال دمج الظواهر الوجودية، وعلاج أنظمة الأسرة، وعناصر التصوف الأصلي.
يمكن تتبع النسب الظاهراتية من خلال الفلاسفة فرانز برينتانو، إدموند هوسرل ومارتن هايدجر. يقف هذا المنظور على النقيض من التوجه الاختزالي الوضعي لعلم النفس العلمي. بدلاً من فهم العقل والعاطفة والوعي من حيث الأجزاء المكونة له، تفتح الظواهر الوجودية الإدراك للبانوراما الكاملة للتجربة البشرية وتسعى إلى فهم المعنى.
الأبراج العائلية تأخذ شكلها من علم نفس أنظمة الأسرة. الشخصيات المؤثرة في هذه الحركة تشمل جاكوب مورينو، مؤسس الدراما النفسية. إيفان بوزيرميني-ناجي، رائد التفكير المنهجي العابر للأجيال. ميلتون إريكسون، رائد العلاج الوجيز والعلاج بالتنويم الإيحائي. إيريك برن الذي تصور مفهوم سيناريوهات الحياة. وفيرجينيا ساتير، التي طورت منحوتات الأسرة، مقدمة الأبراج النظامية. في العقد الماضي، تم ابتكار مزيد من التطورات في استخدام العملية من قبل الممارسين في جميع أنحاء العالم.
تستمد العملية من التصوف الروحي الأصلي للمساهمة في تحرير التوترات، وتخفيف الأعباء العاطفية، وحل مشاكل العالم الحقيقي. عاش هيلينجر كقس كاثوليكي روماني في جنوب إفريقيا لمدة 16 عامًا في الخمسينيات والستينيات من القرن الماضي. خلال هذه السنوات، أصبح يتقن لغة الزولو، وشارك في طقوس الزولو، واكتسب تقديرًا لوجهة نظر الزولو العالمية.
من الأهمية بمكان الاختلاف بين مواقف الزولو التقليدية تجاه الآباء والأجداد وتلك التي يتبناها الأوروبيون عادةً. افترض هايدجر أن أن تكون إنسانًا يعني أن تجد نفسك مطروحًا في عالم بلا بنية منطقية أو وجودية أو أخلاقية واضحة. في ثقافة الزولو، وجد هيلينجر يقينًا واتزانًا كانا من السمات المميزة لنفس هايدجر الأصيل المراوغ. عاش شعب الزولو التقليدي وعملوا في عالم ديني حيث كانت النقطة المحورية المركزية فيه هي الأجداد. يُنظر إليهم على أنهم حضور إيجابي وبناء وخلاق. يعتبر الاتصال بالأسلاف سمة مركزية في عملية كوكبة.

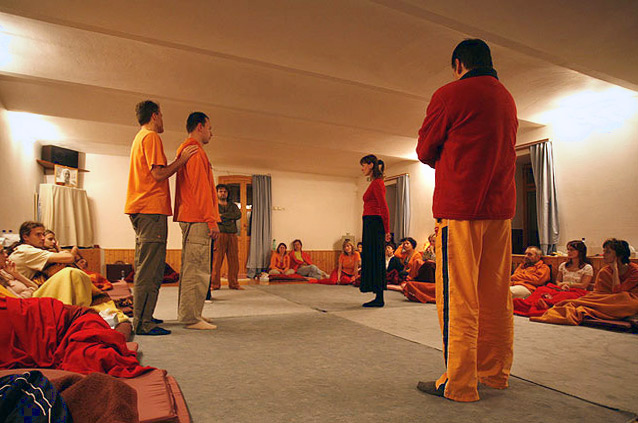
جلسة الأبراج العائلية

تم استخدام مصطلح «الأبراج العائلية» لأول مرة من قبل ألفريد أدلر في سياق مختلف نوعًا ما للإشارة إلى الظاهرة التي ينتمي إليها كل فرد ويرتبط بعلاقته مع أفراد آخرين من نظام عائلته. أحد فرضيات عمله هو أنه يمكن للمرء أن يرث الصدمة. أشارت الأبحاث الحديثة على الحيوانات إلى أن الصدمة يمكن أن تنتقل عبر الأجيال. قدم بريان دياس من كلية الطب بجامعة إيموري في أتلانتا وفريقه بعضًا من أفضل الأدلة حتى الآن على وراثة الذكريات أو السمات عبر
الأجيال. ووجدوا أنّ الأطفال وكذلك أحفاد الفئران الذين تعرضوا لصدمات كهربائية للخوف من رائحة أزهار الكرز، كان لديهم استجابة خوف عند تعرضهم لرائحة زهر الكرز. حدث هذا على الرغم من أن النسل لم يتعرض لأزهار الكرز من قبل. يُفترض أن الآلية التي يتم من خلالها القيام بذلك هي علم التخلق، بعد اليونانية "epi" (ما بعد) وعلم الوراثة. تدّعي هذه المدرسة الفكرية أن هناك علامات على الجينات يمكن تشغيلها وإيقافها اعتمادًا على ما يحدث في البيئة، وهي عملية تسمى المثيلة. وقد أكدت نتائج التغيرات في الحمض النووي لأطفال «العاصفة الجليدية» الكندية هذه الآلية لدى البشر أيضًا. تم العثور على تغييرات في التعبير الجيني لدى الأطفال، حتى بعد 13 عامًا من تعرض الأمهات الحوامل في ذلك الوقت لضائقة كبيرة بسبب انقطاع التيار الكهربائي لمدة 45 يومًا والبرد الشديد في عام 1998. يواصل العلماء من معهد جامعة دوغلاس للصحة العقلية وجامعة مكغيل الدراسة الآثار اللاحقة على المراهقين الآن.

## طريقة
هذا الوصف هو النموذج الأولي لمجموعة الأبراج العائلية كما طورها بيرت هيلينجر في التسعينيات. لقد مزج العديد من الممارسين عمل البُرْكَة مع الجوانب النفسية للشفاء. احتفظ البعض الآخر بالشكل الكلاسيكي كما يدرسه هيلينجر، مثل منهج الأبراج. يدمج منهج الأبراج مفاهيم الأبراج العائلية وطب الطاقة ودراسات الوعي لاستكمال فهم منهجية الكوكبة الكلاسيكية.
- يقود مجموعة (ورشة عمل) مُيسر. في المقابل، يمكن لأعضاء المجموعة استكشاف قضية شخصية ملحة. بشكل عام، سيتم منح العديد من الأعضاء الفرصة لإنشاء كوكبة في كل جلسة.

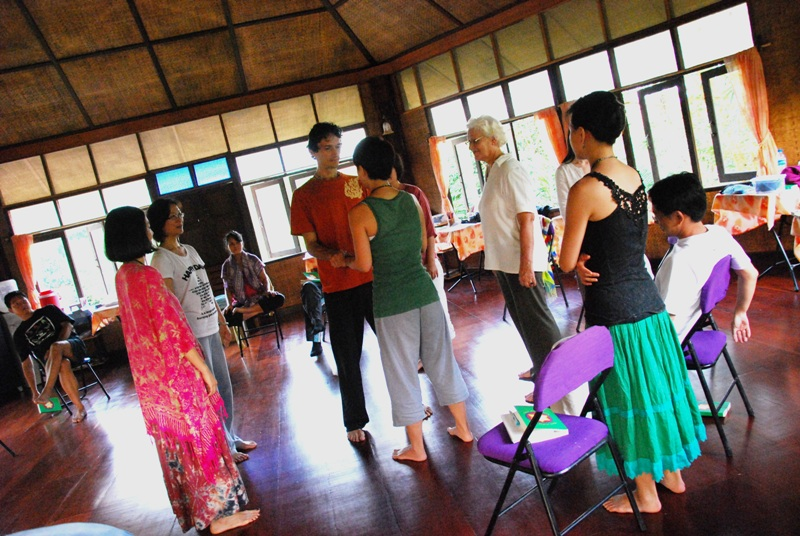
الأبراج الأسرة

- الأبراج الأسرةبعد مقابلة قصيرة، يقترح المُيسر من سيتم تمثيله في الكوكبة. هذه عادة ما تكون ممثلة للباحث، واحد أو أكثر من أفراد الأسرة، وفي بعض الأحيان مفاهيم مجردة مثل «الاكتئاب» أو الدولة.
- يطلب الشخص الذي يقدم المشكلة (طالب أو عميل) من أفراد المجموعة الوقوف في الكوكبة كممثلين. يقوم بترتيب الممثلين وفقًا لما يشعر به في الوقت الحالي. ثم يجلس الباحث ويراقب.
- تنقضي عدة دقائق مع وقوف الممثلين ساكنين وصامتين. في البداية، على عكس الدراما النفسية، لا يتصرف الممثلون أو يتظاهرون أو يتحاورون أو يلعبون الأدوار.
- يتم التركيز على الحدس الإدراكي في وضع الممثلين وفي الخطوات اللاحقة للإجراء. من المفترض أن الهدف هو ضبط ما يصفه الطبيب النفسي ألبريشت ماهر بمجال المعرفة[16] وعالم الأحياء السابق روبرت شيلدريك بأنه رنين شكلي.[17] يُزعم أن مجال المعرفة يوجه المشاركين إلى إدراك والتعبير عن المشاعر والأحاسيس التي تعكس مشاعر أفراد الأسرة الحقيقيين الذين يمثلونهم. ومع ذلك، فإن الإدراك التمثيلي (الرنين الصخري) ليس مفهومًا له أي أساس علمي. الممثلون لديهم معرفة واقعية قليلة أو معدومة حول من يمثلون. ومع ذلك، عادة ما يشعر الممثلون بالمشاعر أو الأحاسيس الجسدية التي يُعتقد أنها تُعلم العملية.
- قد يطلب المُيسر من كل ممثل أن يقدم تقريرًا موجزًا عن شعوره تجاه الآخرين. قد يعتقد الميسر والباحث وأعضاء المجموعة أنهم يدركون ديناميكية أساسية في الترتيب المكاني والمشاعر التي يحملها الممثلون والتي تؤثر على القضية الشخصية ذات الصلة. في كثير من الأحيان، يُعتقد أن تكوين أجيال متعددة في الأسرة يكشف أن الصدمات تستمر في التأثير دون وعي على الحياة بعد فترة طويلة من وفاة الضحايا أو الجناة الأصليين.
- من المفترض أن يتم التوصل إلى حل علاجي للقضية بشكل عام بعد إعادة ترتيب الممثلين وإضافة أعضاء أساسيين في النظام تم نسيانهم أو كتابتهم من تاريخ العائلة. عندما يشعر كل ممثل بأنه على حق في مكانه ويوافق الممثلون الآخرون، قد يقترح الميسر جملة أو جملتين ليتم التحدث بها بصوت عالٍ. إذا لم يشعر الممثلون بالسلام مع مناصبهم أو جملهم الجديدة، فيمكنهم التحرك مرة أخرى أو تجربة جملة مختلفة. يُدعى هذا، بطريقة مجردة، لتمثيل حل محتمل للقضايا التي يواجهها الطالب. في بعض الأحيان تنتهي العملية دون التوصل إلى حل كامل.
- عندما يشعر المُيسر أن قرار الشفاء قد ترسخ بين الممثلين، تتم دعوة الباحث «ليحل محل ممثله / ممثلها في المجموعة». من المفترض أن يسمح هذا للباحث بإدراك كيف يشعر بأنه جزء من نظام معاد تكوينه. عندما يشعر الجميع بالراحة في مكانهم، تختتم المجموعة.